# 宮崎伸治
宮崎 伸治（みやざき しんじ、1963年 - ）は、日本の翻訳家、文筆家。日本語、英語、ドイツ語などに精通し、137種類の資格を保有する。

## 略歴
広島県生まれ。青山学院大学国際政治経済学部卒業、英国国立シェフィールド大学大学院言語学研究科修士課程修了、金沢工業大学大学院工学研究科修士課程修了。慶應義塾大学文学部卒業、上智大学大学院哲学研究科単位取得。
大学職員、英会話講師、産業翻訳家を経て、34歳の時に出版翻訳家としてデビューした。

## 著書
- 『これが本場の英語だ イギリス留学で発見した「日本では見えなかった英語」』近代文芸社, 1995.5
- 『英語を10倍楽しむ方法 これならゼッタイ長続きする!』近代文芸社, 1996.11
- 『文筆家になりたいあなたに贈る言葉』近代文芸社, 1997.5
- 『知って得する英語で学ぶ成功の方程式 世界の名著を英語で読もう』近代文芸社, 1998.3
- 『時間力をつける100の方法 日本人のための「7つの習慣」実践篇』PHP研究所, 2000.12 『時間力をつける最強の方法100』(PHP文庫) 2003.3
- 『英語うまいと言われる和訳の技術 ぎこちない直訳文を、こなれた文章に変える秘訣』(Kawade夢新書) 河出書房新社, 2001.11
- 『日常会話なのに知らない英語 必修単語!100のウィークポイント』PHP研究所, 2001.3
- 『世界の名著で英文読解力が身につく 必修100単語もラクラク完全網羅』PHP研究所, 2001.4
- 『人生に勝つ資格を取る方法 忙しいほど夢が叶う「スキ間時間」勉強術』PHP研究所, 2001.9
- 『自己能力バージョンアップ58の方法 会社の都合に負けない社員になるために』グスコー出版, 2002.7
- 『英語で身につける人生に必要な知恵』河出書房新社, 2003.12
- 『自己啓発の達人 幸運を引きよせる人の法則50』ディスカヴァー・トゥエンティワン, 2003.12
- 『実行力をつける100の方法 世界の自己啓発家に学ぶ「すぐにやる」習慣』PHP研究所, 2003.3
- 『30歳までに絶対身につけたいこと』海竜社, 2004.5
- 『英語そんな勉強ならやめてしまえ 英語嫌いが一夜にして治る本』PHP研究所, 2004.6
- 『35歳までにやっておくべき大切なこと』海竜社, 2005.1
- 『世界の文学作品で英文読解力が身につく 名場面で覚える重要英単語・英熟語800』PHP研究所, 2005.11
- 『最小の時間で最大の成果を得る1日15分勉強法』ビジネス社, 2006.1
- 『自分を磨け!』海竜社, 2006.5
- 『「思い」と「結果」の法則50 夢は必ず実現する』海竜社, 2006.8
- 『肌で感じたイギリス』まぐまぐ出版、2006年
- 『出版翻訳家なんてなるんじゃなかった日記』発行：三五館シンシャ、発売：フォレスト出版、2020年

## 翻訳
- アン・ウィルソン・シェイフ『何かを心配しているときにそっと開く本』ベストセラーズ, 1998.10　のちワニ文庫
- ジョセフ・マーフィー『心の威力 願望が信念に変わる』騎虎書房, 1998.4
- スーザン・ショフネシー『小説家・ライターになれる人、なれない人 あなたが書けない本当の理由』同文書院, 1998.6
- キャサリン・カーディナル『自分を取り戻す10のヒント 劣等感、自信喪失から身を守る自己セラピー法』町澤静夫監修, 同文書院, 1999.1
- シャクティ・ガワイン『理想の自分になれる法 CVという奇跡』廣済堂出版, 1999.5
- トーマス・A.ハリス『幸福になる関係、壊れてゆく関係 最良の人間関係をつくる心理学 交流分析より』同文書院, 2000.1
- デス・ディアラブ『ビル・ゲイツの未来哲学 技術力・創造力・経営力に終わりはない』PHP研究所, 2000.11
- ジョセフ・マーフィー 著, ジーン・マーフィー 編『ベストオブマーフィー 人生の真実』きこ書房, 2000.3
- チン・ニン・チュウ『誰でも小さなことで大切な願いがかなえられる』PHP研究所, 2000.3
- キャメロン・ジョンソン『15歳のCEO パソコン一つで運命を切り開く』PHP研究所, 2000.8
- スティーブン・R・コヴィー, A.ロジャー・メリル, レベッカ・R.メリル『7つの習慣 最優先事項 「人生の選択」と時間の原則』キングベアー出版, 2000.8
- ミミ・クーパー, アーリーン・マシューズ『なぜこの色が売れるのか』ジャパンタイムズ, 2001.10
- ポール・キーナン『人生の処方箋 不運を幸運に変える16章』徳間書店, 2001.12
- ロバート・シュラー『「お金持ち」よりも幸せになれる方法 世界中の人々が学んだ明日へのバイブル』PHP研究所, 2001.5
- デール・カーネギー『人生を変える黄金のスピーチ 自信と勇気、魅力を引き出す「話し方」の極意』サンマーク出版, 2002.11
- バーニス・カナー『お金のためにどこまでする? アメリカ人の金銭感覚全調査』光文社, 2002.12
- スコット・ソープ『実践!アインシュタインの論理思考法』PHP研究所, 2002.6
- マーク・ルイス『悪いヤツほど成功する7つの法則』ベストセラーズ, 2003.10
- アネット・モーサー・ウェルマン『仕事の壁を破る!ブレイクスルー思考術』徳間書店, 2003.7
- アーニー・J.ゼリンスキー『今日が楽しくなる魔法の言葉』ダイヤモンド社, 2003.9
- ステファニー・ウィンストン『朝9時から11時までは部下の話を聞くのはやめなさい!』中経出版, 2004.10
- ハーバート・ベンソン, ウィリアム・プロクター『ブレイクアウト! ハーバード・メディカル・スクールが教えるno.1自己啓発原則』PHP研究所, 2004.11
- ジェームス・スキナー『成功の9ステップ あなたの夢を現実化させる 違いをもたらす違いがここにあり!』幻冬舎, 2004.2
- ナターシャ・コーガン『だいじょうぶ ほんの少しの勇気で人生は10倍楽しくなる』K&Bパブリッシャーズ, 2007.6
- スウェーデンボルグ『天界と地獄』ミヤオビパブリッシング, 2012.1